# Olidiana brevisina
Olidiana brevisina är en insektsart som beskrevs av Zhang 1990. Olidiana brevisina ingår i släktet Olidiana och familjen dvärgstritar. Inga underarter finns listade i Catalogue of Life.